# Igor Kožemjakin
Igor Kožemjakin (Sarajevo, 8. svibnja 1979.), židovski teolog i sarajevski hazan.

## Životopis
Igor Kožemjakin je rođen 8. svibnja 1979. u Sarajevu. U rodnom gradu je završio osnovnu školu Meša Selimović, a srednju školu Dr. Israel Goldstein u Jeruzalemu. Od 2001. do 2005. je studirao prava na Pravom fakultetu Sveučilišta u Sarajevu. Godine 2008. završio je židovske studije u Stockholmu.
Od 2005. do 2020. je bio viši savjetnik u Međureligijskom vijeću u Bosni i Hercegovini. Od 2012. godine je član Vijeća za nacionalne manjine Sarajevske županije. Iste godine je imenovan za sarajevskog hazana.

## Vanjske poveznice
- Kožemjakin: Prvi pesah bez vjernika u sarajevskoj sinagogi na Al-Jazzera Balkans